# Chitonophilus laminosus
Chitonophilus laminosus is een eenoogkreeftjessoort uit de familie van de Chitonophilidae. De wetenschappelijke naam van de soort is voor het eerst geldig gepubliceerd in 1991 door Avdeev & Sirenko.